# Liste des sénateurs du Rassemblement wallon
Le RW a été représenté au Sénat entre 1968 et 1985. Sauf à partir de 1981, les sénateurs RW siégèrent  dans un groupe commun avec les sénateurs du FDF.
| Législature | Nom                               | Arrondissement                                                                                      | Remarque                                              |  |
| 1968-1971   | Maurice Bologne                   | Charleroi-Thuin                                                                                     |                                                       |  |
| 1968-1971   | Jean Goffart                      | élu par le conseil provincial de Liège                                                              |                                                       |  |
| 1968-1971   | Pierre Stroobants                 | élu par le conseil provincial de Brabant                                                            |                                                       |  |
| 1968-1971   | Marcel Thiry                      | Liège                                                                                               |                                                       |  |
| 1971-1974   | André Boland                      | Charleroi-Thuin                                                                                     |                                                       |  |
| 1971-1974   | Maurice Bologne                   | Charleroi-Thuin                                                                                     |                                                       |  |
| 1971-1974   | Jean Goffart                      | Namur-Dinant-Philippeville                                                                          |                                                       |  |
| 1971-1974   | André Lagneau                     | élu par le conseil provincial de Brabant                                                            |                                                       |  |
| 1971-1974   | Françoise Hermant épouse Lassance | sénatrice cooptée                                                                                   |                                                       |  |
| 1971-1974   | Pierre Leroy                      | élu par le conseil provincial du Hainaut                                                            |                                                       |  |
| 1971-1974   | Jules Loriaux                     | Charleroi-Thuin                                                                                     |                                                       |  |
| 1971-1974   | Robert Schreder                   | élu par le conseil provincial de Liège                                                              |                                                       |  |
| 1971-1974   | Pierre Stroobants                 | Nivelles                                                                                            |                                                       |  |
| 1971-1974   | Marcel Thiry                      | Liège                                                                                               |                                                       |  |
| 1971-1974   | Jacques Wathelet                  | Liège                                                                                               |                                                       |  |
| 1971-1974   | Pierre Waucquez                   | sénateur coopté                                                                                     | siège comme indépendant à partir de 1973              |  |
| 1974-1977   | Pierre Bertrand                   | Liège                                                                                               |                                                       |  |
| 1974-1977   | Jacques Cerf                      | Charleroi-Thuin                                                                                     |                                                       |  |
| 1974-1977   | Jean Goffart                      | Namur-Dinant-Philippeville                                                                          |                                                       |  |
| 1974-1977   | Etienne Knoops                    | Charleroi-Thuin                                                                                     | quitte le RW en 1976 pour rejoindre le PRLW           |  |
| 1974-1977   | André Lagneau                     | Mons-Soignies                                                                                       | quitte le RW en 1976 pour rejoindre le PRLW           |  |
| 1974-1977   | Françoise Hermant épouse Lassance | sénatrice cooptée                                                                                   |                                                       |  |
| 1974-1977   | Jean Lausier                      | élu par le conseil provincial de Liège                                                              | quitte le RW en 1976 pour rejoindre le PRLW           |  |
| 1974-1977   | Pierre Leroy                      | élu par le conseil provincial du Hainaut                                                            |                                                       |  |
| 1974-1977   | Georges Neuray                    | élu par le conseil provincial de Namur                                                              |                                                       |  |
| 1974-1977   | Pierre Stroobants                 | Nivelles                                                                                            | quitte le RW en 1976 pour rejoindre le PRLW           |  |
| 1974-1977   | Jacques Wathelet                  | Liège                                                                                               | quitte le RW en 1976 pour rejoindre le PRLW           |  |
| 1977-1978   | Pierre Bertrand                   | Liège                                                                                               |                                                       |  |
| 1977-1978   | Etienne Duvieusart                | Charleroi-Thuin                                                                                     |                                                       |  |
| 1977-1978   | Joseph Fiévez                     | élu par le conseil provincial de Brabant                                                            |                                                       |  |
| 1977-1978   | Françoise Hermant épouse Lassance | sénatrice cooptée                                                                                   | démissionne le 5 octobre 1977                         |  |
| 1977-1978   | Pierre Leroy                      | élu par le conseil provincial du Hainaut                                                            |                                                       |  |
| 1977-1978   | Fernand Massart                   | élu par le conseil provincial de Luxembourg                                                         |                                                       |  |
| 1977-1978   | Charly Talbot                     | sénateur coopté à partir du 10 novembre 1977 en remplacement de Mme Lassance-Hermant démissionnaire |                                                       |  |
| 1978-1981   | Pierre Bertrand                   | Liège                                                                                               |                                                       |  |
| 1978-1981   | Jacques Cerf                      | Charleroi-Thuin                                                                                     |                                                       |  |
| 1978-1981   | Jean-Émile Humblet                | Nivelles                                                                                            |                                                       |  |
| 1978-1981   | Georges Neuray                    | élu par le conseil provincial de Brabant                                                            |                                                       |  |
| 1978-1981   | Yves de Wasseige                  | élu par le conseil provincial de Namur                                                              |                                                       |  |
| 1981-1985   | Jean-Émile Humblet                | Coopté                                                                                              | siège comme apparenté avec le groupe parlementaire PS |  |
| 1981-1985   | Yves de Wasseige                  | élu par le conseil provincial de Liège                                                              | siège comme apparenté avec le groupe parlementaire PS |  |